# Рейак (Канталь)
Рейа́к (фр. и окс. Reilhac) — коммуна во Франции, находится в регионе Овернь. Департамент — Канталь. Входит в состав кантона Жюссак. Округ коммуны — Орийак.
Код INSEE коммуны — 15160.
Коммуна расположена приблизительно в 440 км к югу от Парижа, в 105 км юго-западнее Клермон-Феррана, в 6 км к северу от Орийака.

## Население
Население коммуны на 2008 год составляло 1013 человек.
| 1962 | 1968 | 1975 | 1982 | 1990 | 1999 | 2008 |
| ---- | ---- | ---- | ---- | ---- | ---- | ---- |
| 419  | 487  | 814  | 768  | 901  | 957  | 1013 |

## Экономика
В 2007 году среди 623 человек в трудоспособном возрасте (15—64 лет) 446 были экономически активными, 177 — неактивными (показатель активности — 71,6 %, в 1999 году было 66,0 %). Из 446 активных работали 421 человек (228 мужчин и 193 женщины), безработных было 25 (8 мужчин и 17 женщин). Среди 177 неактивных 63 человека были учениками или студентами, 80 — пенсионерами, 34 были неактивными по другим причинам.

## Достопримечательности
- Церковь Сен-Лоран (XII век). Памятник истории с 1968 года[3]
- Замок Бруссет (XIII век). Памятник истории с 2003 года[4]
- Замок Мессак (XII век).